# Mont des Alouettes
Le mont des Alouettes est une colline de Vendée culminant à 232 mètres d'altitude, non loin du Puy du Fou, sur la commune des Herbiers. Il offre un vaste panorama sur cette dernière et sur les localités environnantes. On y accède par la route départementale 160, reliant Les Herbiers à Cholet.

## Histoire

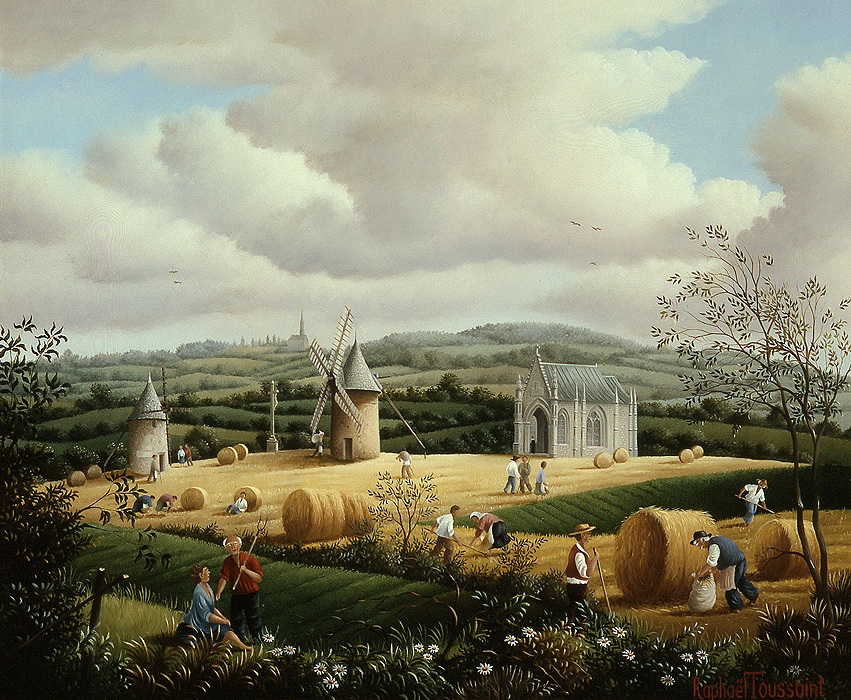
Le Mont des Alouettes au champ de blé.

Une tradition locale explique son nom par le fait que la légion romaine de l'Alouette y aurait établi un camp lors de la guerre des Gaules. Cependant, cette assertion repose sur un faible argument toponymique et n'est corroborée par aucune source historique ou archéologique . 
Au XVIe siècle, huit moulins à vent y sont construits et disparaissent au cours du XXe siècle,. Seules les fondations de quatre de ces moulins témoignent de leur existence. Deux d'entre eux subsistent, dont un fonctionne encore et propose des visites pendant les périodes d'activité,. Ces deux moulins sont inscrits à l'inventaire supplémentaire des monuments historiques.
Pendant les guerres de Vendée (1793-1796), le mont joue un rôle décisif : il permet de connaître, depuis les collines des alentours, les mouvements ennemis, grâce à la position des ailes des moulins.
On trouve également, en haut du mont, une chapelle, construite au XIXe siècle, sur les plans de l'architecte diocésain Maurice Ferré, à l'instigation de la duchesse d'Angoulême, honorée (et non terminée en 1828) par le passage de la duchesse de Berry et soutenue par de très nombreux vendéens venus la rencontrer sur ce mont.
Un crucifix de granit, face à la chapelle, et une vierge, veillant sur les Herbiers, ornent aussi le mont. Depuis 1993, une croix commémore les événements de 1793, sur le côté nord de la chapelle.
Longtemps laissée inachevée, cette chapelle est finalement inaugurée le 28 avril 1968.
Le portrait de Jean Yole, de profil, en bas-relief, ainsi qu'une de ses citations (« C'est le rôle de chaque génération de recueillir ce que la tradition détient de sages leçons, d'énergies accordées, pour en ensemencer les réalités futures. La tradition, c'est le pied-mère. Le progrès, c'est le greffon. ») sont scellés sur un des moulins, aux Herbiers.
Le Conseil général de la Vendée, propriétaire des lieux, propose des sentiers pédestres au départ du vaste parking situé au sommet de la colline.

## Courses cyclistes
En partant du stade de Massabielle, l'ascension du mont des Alouettes s'effectue sur un parcours de 2 200 mètres à 4,7 % de pente moyenne, avec une portion allant jusqu'à 8 %. L'arrivée de la première étape du Tour de France 2011 y est jugée, le 2 juillet 2011. C'est le Belge Philippe Gilbert qui franchit la ligne en tête.
En 2025, le mont est le théâtre des différentes épreuves des championnats de France de cyclisme sur route.